# Egremont Castle
Egremont Castle är ett slott i Storbritannien.   Det ligger i grevskapet Cumbria och riksdelen England, i den centrala delen av landet, 400 km nordväst om huvudstaden London. Egremont Castle ligger 52 meter över havet.
Terrängen runt Egremont Castle är platt västerut, men österut är den kuperad. Havet är nära Egremont Castle åt sydväst. Runt Egremont Castle är det ganska tätbefolkat, med 86 invånare per kvadratkilometer. Närmaste större samhälle är Whitehaven, 8,4 km norr om Egremont Castle. Trakten runt Egremont Castle består i huvudsak av gräsmarker.